# 羅文光
羅文光（Law Man Kwong，1985年12月14日—），生於香港，香港籃球運動員，司職大前鋒，其舅父是前甲一球員徐嘉樂，現時任職懲教署及效力香港甲一籃球聯賽球隊飛鷹。

## 籃球生涯
羅文光生於香港，自小便受打籃球的哥哥及前甲一球員的舅父徐嘉樂影響下接觸籃球，曾帶領香港城市大學連續4年稱霸大專盃，於2003年加入甲二球隊飛鷹一年後助球隊重返甲一，天生是左撤的羅文光會用左手上籃不過射球就跟教練鄭學來學習用右手，於2009年球季協助飛鷹第三次晉身季後賽，不過於季軍戰表現失準在被看高一線的情況下以場數1–2不敵首次躋身季後賽的安青再次只能獲得殿軍，一季後再次於晉身季後賽季軍戰以場數0–2不敵福建連續兩年獲得殿軍，於2013年的甲一組聯賽以6勝1負成績憑較佳對賽成績壓倒永倫首次贏得常規賽冠軍，最終飛鷹在總決賽以場數0–3不敵南華只能屈居亞軍。

## 外部連結
- 羅文光在archive.fiba.com（archived）（英语）
- 羅文光在Eurobasket.com（球員）（英语）
- 羅文光在RealGM（英语）